# Province storiche della Finlandia

Carta delle province storiche della Finlandia attuale

Le province storiche della Finlandia (Suomen historialliset maakunnat) datano dall'epoca in cui la Finlandia era parte integrante della Svezia. Le province hanno cessato di essere entità amministrative fin dal 1634 quando sono state sostituite dalle contee. Questa riforma è stata applicata in Finlandia fino al 1997. In seguito, le contee sono state trasformate in sei nuove regioni suddivise in venti province.

## Lista
| Mappa | Stemma | Provincia storica         | Denominazione finlandese | Denominazione svedese |
| ----- | ------ | ------------------------- | ------------------------ | --------------------- |
|       |        | Åland                     | Ahvenanmaa               | Åland                 |
|       |        | Häme                      | Häme                     | Tavastland            |
|       |        | Carelia                   | Karjala                  | Karelen               |
|       |        | Lapponia                  | Lappi                    | Lappland              |
|       |        | Ostrobotnia               | Pohjanmaa                | Österbotten           |
|       |        | Satakunta                 | Satakunta                | Satakunda             |
|       |        | Savonia                   | Savo                     | Savolax               |
|       |        | Uusimaa                   | Uusimaa                  | Nyland                |
|       |        | Finlandia sud-occidentale | Varsinais-Suomi          | Egentliga Finland     |

Una piccola parte della provincia svedese di Norrbotten prima del 1809 si estendeva sulla riva est del fiume Torniojoki.